# À bout portant (film, 1964)
Pour les articles homonymes, voir À bout portant.
Pour plus de détails, voir Fiche technique et Distribution.
À bout portant (The Killers) est un film américain réalisé par Don Siegel, sorti en 1964. Il est adapté de la nouvelle d'Ernest Hemingway Les Tueurs. Il s'agit du dernier film dans lequel joue Ronald Reagan.

## Synopsis
Charlie Strom et Lee, deux tueurs à gages, recherchent et tuent Johnny North, caché dans un institut pour non-voyants. Surpris par l'attitude de leur victime qui n'a pas tenté de fuir ni de leur résister, ainsi que par l'importance de leur prime, les deux tueurs cherchent à en savoir davantage.
Ils commencent par interroger avec brutalité Earl Sylvester qui fut le partenaire et le mécanicien de North lorsque celui-ci était coureur automobile. Sylvester leur apprend que Johnny avait été séduit par une femme nommée Sheila Farr. Violemment épris d'elle, il avait oublié, pour lui plaire, toute prudence jusqu'à être grièvement blessé durant une course.
Les deux hommes de main découvrent que Johnny North avait continué de fréquenter Sheila après son accident et qu'elle lui avait alors proposé de rejoindre la bande de Jack Browning, lequel préparait l'attaque d'un fourgon blindé. Le plan audacieux de Browning nécessitait en effet pour réussir le recours à un champion du volant. Leur forfait accompli, North avait trahi Browning pour garder le butin, croyant que Sheila s'enfuirait avec lui. Mais elle l'avait rapidement trahi à son tour pour rester auprès de Browning, son véritable amant.
Les deux tueurs comprennent que le butin de ce hold-up est à leur portée. Mais, inquiet de l'enquête qu'ils mènent, Browning tente de les éliminer et abat Lee. Charlie Strom le rejoint, l'abat à son tour et s'empare de la sacoche contenant le butin du fourgon. Mais il est lui-même grièvement blessé.
La dernière scène du film montre Charlie Strom titubant dans la rue en tenant dans sa main la sacoche aux dollars. Il finit par s'écrouler et ouvre accidentellement, dans sa chute, la mallette qui répand le contenu de ce tragique hold-up sur le trottoir.

## Commentaire
La nouvelle de Hemingway avait déjà été adaptée au cinéma en 1945 par Robert Siodmak sous le titre Les Tueurs (ce film avait contribué à lancer la carrière de Burt Lancaster et d'Ava Gardner), ainsi que par Andreï Tarkovski en 1956 dans le cadre d'un court-métrage d'études, Les Tueurs, lors de son passage au VGIK, le célèbre institut soviétique du cinéma.

## Fiche technique
- Titre : À bout portant
- Titre original : The Killers
- Réalisation : Don Siegel
- Scénario : Gene L. Coon d'après Les Tueurs d'Ernest Hemingway
- Production : Don Siegel
- Musique : John Williams
- Photographie : Richard L. Rawlings
- Montage : Richard Belding
- Décors : John McCarthy Jr. et James Redd
- Costumes : Helen Colvig
- Pays d'origine : États-Unis
- Format : Couleurs - 1,33:1 - Mono - 35 mm
- Genre : Policier, drame, thriller
- Durée : 93 minutes
- Date de sortie : 30 mai 1964 (Japon)
- Affiche : Guy-Gérard Noël (France)

## Distribution
- Lee Marvin (VF : Georges Aminel) : Charlie Strom
- Angie Dickinson (VF : Nicole Favart) : Sheila Farr
- John Cassavetes (VF : Roger Rudel) : Johnny North
- Clu Gulager (VF : Philippe Mareuil) : Lee
- Claude Akins (VF : Henry Djanik) : Earl Sylvester
- Norman Fell (VF : Serge Lhorca) : Mickey Farmer
- Ronald Reagan (VF : Raymond Loyer) : Jack Browning
- Virginia Christine : Miss Watson
- Don Haggerty : chauffeur du camion postal
- Robert Phillips : George Flemming
- Kathleen O'Malley : Mlle Leslie, réceptionniste
- Ted Jacques (VF : Emile Duard) : coach
- Irvin Mosley : gardien du camion postal
- Jimmy Joyce : vendeur
- Davis Roberts : Maitre D'